# Ferdinando del Re
Ferdinando del Re (San Severo, 16 aprile 1839 – San Severo, 16 gennaio 1887) è stato un compositore italiano.

## Biografia
Del Re mostrò fin da bambino una spiccata predilezione per la musica e, trasferitosi a Napoli per intraprendere gli studi di medicina, all'insaputa dei genitori chiese e ottenne di essere ammesso al Conservatorio di San Pietro a Majella.
Negli anni napoletani compose e pubblicò le Anacreontiche. Album per camera in chiave di Sol, stampate dall'editore Giorgio Del Monaco. Iniziò a lavorare a una riscrittura melodrammatica della Battaglia di Benevento, il famoso romanzo storico di Francesco Domenico Guerrazzi. La composizione fu portata a termine entro il 1866, quando del Re fu nominato capo-musico del Reggimento nel quale si era arruolato come volontario.
Terminato il servizio militare, del Re fece ritorno a San Severo, dove perfezionò il suo melodramma in quattro atti che, col nome di Manfredi di Svevia, andò per la prima volta in scena nel locale Teatro Comunale il 16 luglio 1877, accolto da un clamoroso successo rinnovato in quattro trionfali repliche.

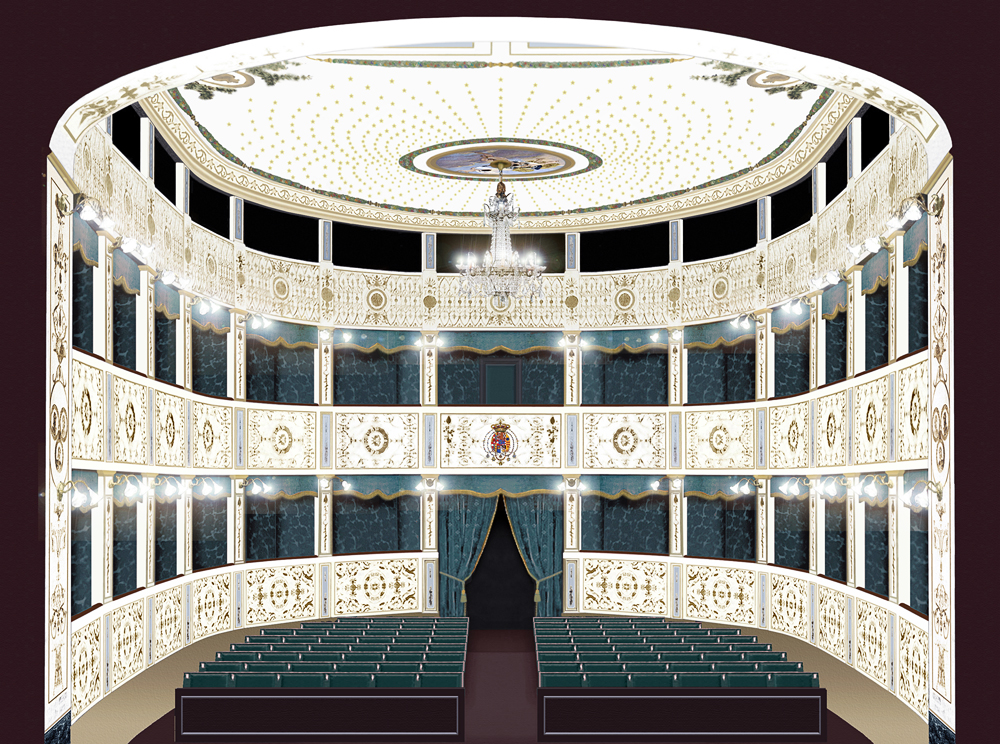
Il Teatro Comunale di San Severo

L'opera fu poi ripresa, con un contributo economico del municipio sanseverese, al Teatro Mercadante di Napoli nel gennaio 1880 ma, dopo due serate in cui il Manfredi incontrò strepitosamente il favore del pubblico (pare anche grazie alla presenza in sala di molti concittadini), alla vigilia della terza rappresentazione la compagnia si sciolse e l'impresario si rese irreperibile, infrangendo i sogni di gloria del maestro: il lavoro di del Re non fu più rappresentato.
Chiusa la fulminea carriera operistica, il musicista ottenne poi grandi soddisfazioni come capo-musico, vincendo alcuni concorsi nazionali e soprattutto dirigendo l'orchestra di fiati della Società Promotrice Musicale di San Severo, meglio nota come Banda Rossa, la famosa compagine bandistica da lui fondata nel 1883 all'ombra del locale partito rosso. Ma del Re non poté godere a lungo dei frutti del suo talento: si spense infatti prematuramente, a soli quarantotto anni.